# 布氏似青鱗魚
布氏似青鱗魚為輻鰭魚綱鲱形目鲱科的其中一種，分布於西澳大利亞海域，棲息深度可達50公尺，體長可達10.5公分，棲息在沿海海域，成群活動，可做為食用魚。

## 擴展閱讀
維基物種上的相關：布氏似青鱗魚